# AH Scorpii
AH Scorpii eller HD 155161 är en ensam stjärna i den mellersta delen av stjärnbilden Skorpionen. Den har en högsta skenbar magnitud av ca 6,5 och kräver en kraftig handkikare eller ett mindre teleskop för att kunna observeras. Baserat på parallax enligt Gaia Data Release 3 på ca 0,56 mas, beräknas den befinna sig på ett avstånd på ca 7 400 ljusår 2 260 parsek) från solen. Den rör sig närmare solen med en heliocentrisk radialhastighet på ca -13 km/s.

## Observation
Avståndet till AH Scorpii anses vara osäkert. Mätningar med långbasinterferometri av masrarna har gett ett exakt avstånd på 2 260 parsek baserat på observation av SiO-, H2O- och OH-masrar i dess syrerika omgivande materia. Masrarna observerades närma sig stjärnan med 13 km/s, vilket anger total sammandragning vid omkring fas 0,55 av de visuella variationerna.

## Egenskaper
AH Scorpii är en röd till orange superjättestjärna av spektralklass M4-5 Ia-Iab Den har en massa som är ca 10 solmassor, en radie på ca 1 411 solradier En radie på (baserat på en vinkeldiameter på 5,81 ± 0,15 mas och det givna avståndet på 2,26 ± 0,19 kpc.) och utsänder från dess fotosfär energi motsvarande ca 330 000 gånger solen vid en effektiv temperatur av ca 3 500 K.

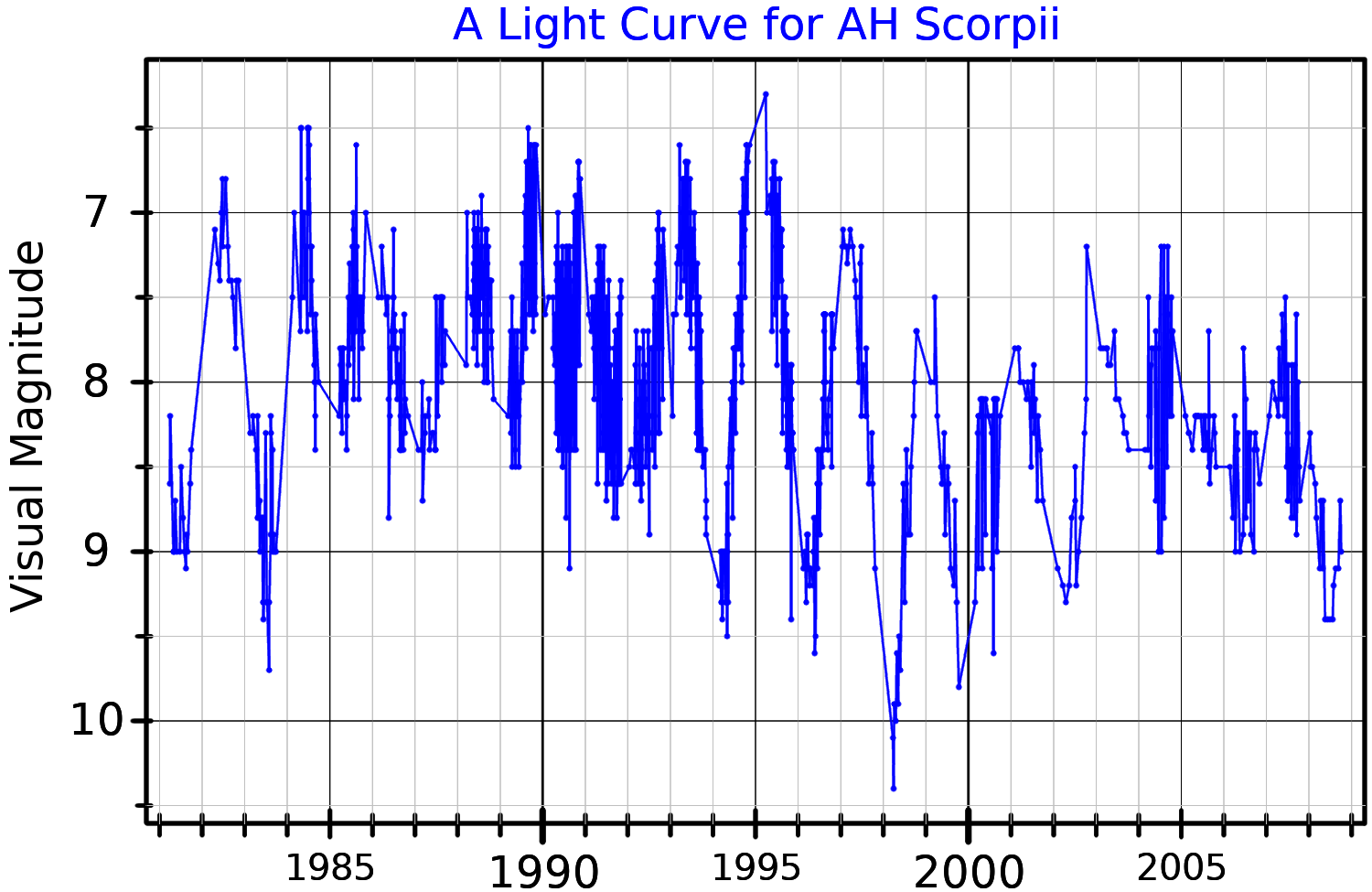
Ljuskurva för AH Scorpii, anpassad från AAVSO-data.

AH Scorpii är en stoftomsluten röd superjätte och klassificeras som en halvregelbunden variabel stjärna med en huvudperiod på 714 dygn. Den totala visuella magnituden varierar från 6,5 till 9,6. Inga långa sekundära perioder har upptäckts. Den är en av de största stjärnorna i radie som är kända och är också en av de mest ljusstarka röda superjättestjärnorna i Vintergatan.